# Christine Singer
Christine Singer (ur. 24 lipca 1965 w Weilheim in Oberbayern) – niemiecka polityczka, rolniczka i działaczka samorządowa, deputowana do Parlamentu Europejskiego X kadencji.

## Życiorys
Kształciła się w zawodzie gospodyni domowej. Zajęła się prowadzeniem rodzinnego gospodarstwa rolnego specjalizującego się w hodowli bydła mlecznego. Długoletnia działaczka bawarskiej organizacji rolników Bayerischer Bauernverband. Była drugą i pierwszą wiceprzewodniczącą grupy kobiet w ramach tego zrzeszenia, a w 2022 objęła funkcję przewodniczącej tej grupy. Związana z ruchem niezależnych wyborców Freie Wähler. W 2002 została radną gminną, a w 2008 zasiadła w radzie powiatu Garmisch-Partenkirchen.
W 2024 była głównym kandydatem Freie Wähler w wyborach europejskich, uzyskując w nich mandat deputowanej do PE X kadencji.